# Vallesina
La Vallesina o Valle dell'Esino è un'area geografica definita dal fiume Esino, che si estende sul territorio delle province di Ancona e di Macerata nelle Marche.

## Società

### Comuni
- Belvedere Ostrense  (AN)
- Camerata Picena (AN)
- Castelplanio (AN)
- Cerreto d'Esi (AN)
- Chiaravalle (AN)
- Cupramontana (AN)
- Esanatoglia (MC)
- Falconara Marittima (AN)
- Fiuminata (MC)
- Jesi (AN)
- Maiolati Spontini (AN)
- Matelica (MC)
- Mergo (AN)
- Monsano (AN)
- Monte Roberto (AN)
- Monte San Vito (AN)
- Montecarotto (AN)
- Montemarciano (AN)
- Morro d'Alba (AN)
- Pioraco (MC)
- Poggio San Marcello (AN)
- Rosora (AN)
- San Marcello (Italia) (AN)
- Santa Maria Nuova (AN)
- San Paolo di Jesi (AN)
- Serra San Quirico (AN)
- Staffolo (AN)

## Monumenti e luoghi d'interesse

### Architetture religiose
Abbazie
- Abbazia di Sant'Apollinare
- Abbazia di Sant'Elena
- Abbazia di San Savino di Jesi (resti)
- Abbazia di Sant'Urbano
- Abbazia di Santa Maria delle Moie
- Abbazia di Santa Maria in Castagnola
- Abbazia di San Vittore alle Chiuse

Santuari
- Santuario della Madonna delle Grazie di Jesi
- Santuario della Madonna del Soccorso di Poggio San Marcello
- Santuario di Santa Maria fuori Monsano a Monsano

Eremi
Chiese

### Architetture militari
Castelli
Torri

### Architetture civili
Palazzi
Teatri
- Teatro comunale a Chiaravalle
- Teatro Gaspare Spontini
- Teatro Primo Ferrari
- Teatro comunale Santa Maria del Mercato

Ville
- Villa Salvati